# Easington (North Yorkshire)
Easington – wieś w Anglii, w hrabstwie ceremonialnym North Yorkshire, w dystrykcie (unitary authority) Redcar and Cleveland. Leży na terenie parku narodowego North York Moors, 68 km na północ od miasta York i 342 km na północ od Londynu.